# Dielocroce persica
Dielocroce persica är en insektsart som först beskrevs av Olga M. Martynova 1930.  Dielocroce persica ingår i släktet Dielocroce och familjen Nemopteridae. Inga underarter finns listade i Catalogue of Life.